# Senyal Wow!

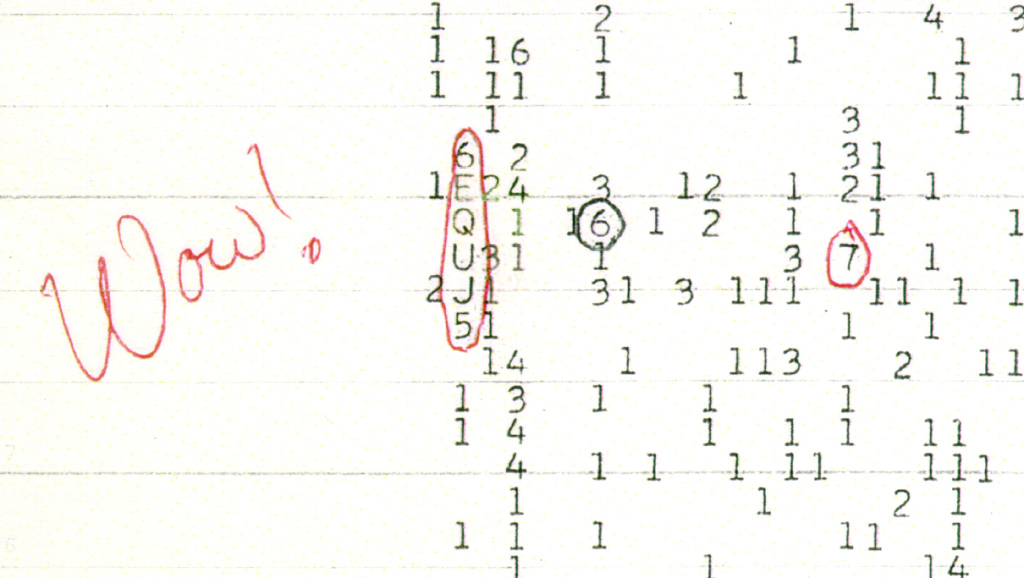
El senyal wow!. L'escrit original amb el manuscrit d'Ehman es conserva a l'Ohio History Connection.

Senyal Wow! és el nom amb el qual es coneix en cercles astronòmics una captació de ràdio que constituiria l'únic missatge rebut fins ara que podria tenir un origen extraterrestre i haver estat emès per éssers intel·ligents.
El 15 d'agost del 1977 a les 23:16, el radiotelescopi Big Ear va rebre un senyal de ràdio d'origen desconegut durant exactament 72 segons que provenia de la zona oest de la constel·lació del Sagitari i que va assolir una intensitat 30 vegades superior al soroll de fons.
D'acord amb el protocol utilitzat, aquest senyal no va ser enregistrat sinó que va ser registrat per la computadora de l'observatori en una secció de paper continu dissenyat per a tal efecte. Uns dies després, el jove professor de la Universitat de l'Estat d'Ohio, Jerry R. Ehman, que estava treballant com a voluntari en el projecte SETI revisant els registres de la computadora, va descobrir atònit el senyal anòmal més intens que s'havia detectat fins llavors per un radiotelescopi. El senyal va ser conegut com a Wow a causa de l'anotació que Jerry Ehman va fer en el paper continu, denotant la seva sorpresa i emoció. La seqüència d'aquest senyal va ser: 6EQUJ5.
En l'actualitat, encara s'investiga si aquest senyal de ràdio prové d'una civilització extraterrestre intel·ligent o d'algun satèl·lit que es trobés dins del camp d'observació del radiotelescopi.
Tots els intents posteriors d'obtenir un senyal de la mateixa direcció no han trobat res d'inusual.

## Explicacions possibles
El codi de lletres "6EQUJ5" té un significat específic. Les intensitats rebudes de l'espai es codifiquen de la manera següent:
0 = Intensitat 0
"1"..."9" = Intensitat 1... Intensitat 9
"a", "b"...= Intensitat 11, Intensitat 12, i així successivament.
El valor 'U' (intensitat entre 30,0 i 30,999) va ser la més intensa registrada mai pel telescopi.
El telescopi Big-Ear estava fix i feia servir la rotació de la Terra per a escanejar el cel. Per la velocitat de rotació de la Terra i la finestra d'observació del telescopi, aquest només podia observar un punt qualsevol durant 72 segons. Per això, hom dona per fet que un senyal extraterrestre es registraria durant exactament 72 segons i que l'enregistrament de la intensitat d'aquell senyal mostraria un pic gradual durant els primers 36 segons (fins que el senyal arribés al centre de la finestra d'observació del telescopi) i que mostraria després un descens gradual. Per això, tant la durada del senyal WOW!, 72 segons, com la seva forma, correspondrien a un origen extraterrestre.